# Acanthurus nigricans
Acanthurus nigricans is een  straalvinnige vissensoort uit de familie van de doktersvissen (Acanthuridae). De wetenschappelijke naam is gepubliceerd in 1758 door Linnaeus in de tiende editie van Systema naturae. 